# 上湯川町
上湯川町（かみゆのかわちょう）は北海道函館市の地名。郵便番号は042-0914。

## 概要
松倉川水系の本流、松倉川の中流域東岸に位置する町丁。元々湯川村の一部であったが、松倉川を挟んで個別に集落ができたことから西岸を下湯川村、東岸を上湯川村とした。その東岸の集落である。上下分村時期は不明であるが函館市史通説では1785（天明5年）3月の「蝦夷拾遺（勘定奉行の松平秀持が青島俊蔵、佐藤行信らに蝦夷地調査を命じた。その調査記録）」には上下湯川村が記載されていることからその頃と考えられている。
「湯川」の地名由来は明治時代の教育者、永田方正が北海道蝦夷語地名解(永田地名解)にてアイヌ語由来の地名でユ・ペツ(湯の・川)が語源と紹介している。
町丁名（字名）としては1936年（昭和11年）からの地名で、亀田郡湯川村大字上湯川村字釜場沢、字古川端、字銅山で湯川町字上湯川町が成立。湯川町の函館市への編入合併前は亀田郡湯川町大字上湯川村字上湯川だった。
1968年（昭和43年）以降、函館市内の住宅不足対策で大規模な市営住宅「上湯川団地」が建設された。

## 歴史

### 上湯川村時代
- 1785年（天明5年）頃 江戸幕府が湯川村が上湯川村と下湯川村に分かれていることを確認（蝦夷拾遺）。
- 1807年（文化4年）天領となる。
  - 1859年（安政6年） 箱館港が貿易港として開港する。
- 1867年（慶応3年） 上湯川村続鷲ノ巣が鷹ノ巣郷になる1868年（慶応4年）閏4月 箱館奉行（江戸幕府、杉浦誠）から箱館裁判所（明治政府、清水谷公考）へ政務の引き継ぎが行われる
- 1868年（明治元年）箱館戦争
- 1898年（明治31年）4月30日 上湯川村字釜場沢[5]に天使の聖母トラピスチヌ修道院が創立される[6]。

### 湯川町時代
- 1902年（明治35年）4月1日 亀田郡上湯川村、下湯川村、亀尾村が合併し、二級町村制施行により湯川村（大字上湯川村字釜場沢、字古川端、字銅山）となる
- 1925年（大正14年）10月1日 川汲山道新道が開通。自動車が通行可に。鱒川峠経由の鱒川道より亀尾経由へルートが変更される
- 1936年（昭和11年） 亀田郡湯川村大字上湯川村字釜場沢、字古川端、字銅山で湯川町字上湯川町が成立

### 函館市時代
- 1939年（昭和14年）4月1日 亀田郡湯川町が函館市に編入。函館市の町丁になる。
- 1968年（昭和43年）以降　市営住宅が建設される。

## 主要道路
- 国道
  - 国道278号函館新外環状道路
- 都道府県道
  - 北海道道83号函館南茅部線

## 路線バス
- 函館バス
  - 99:川汲線[7]
  - 12:五稜郭·旭岡団地線（旧112）[8]
  - 59、71:湯川団地·旭岡団地線（旧9、旧9-1、59）[9]
  - 66:鍛冶·旭岡団地線(旧10-6)[10]
- 北海道観光バス
  - 新函館北斗駅連絡バス
  - 青函フェリー連絡バス
- 都市間高速バス
  - 函館特急ニュースター号（北海道バス）

### 廃止された路線バス
- 函館バス
  - 蛾眉野線
  - 昭和·旭岡団地線(旧89、旧98)

## 公共施設
- 市民の森
- 函館市立上湯川小学校
- 上湯川児童館

## 宗教施設
- 天使の聖母トラピスチヌ修道院
- 上湯川稲荷神社
- 高龍寺達磨大師
- 高穂神社

## 工業商業施設
- 美鈴商事 - 上湯川1-1に本社、函館焙煎工場、函館製菓工場が所在

## 周辺町丁
- 高松町 - 函館空港がある
- 戸倉町
- 鱒川町 - かつて南茅部町方面に向かう川汲山道の旧道、鱒川道（鱒川峠）があった。
- 銅山町
- 西旭岡町